# Hasle-Rüegsau

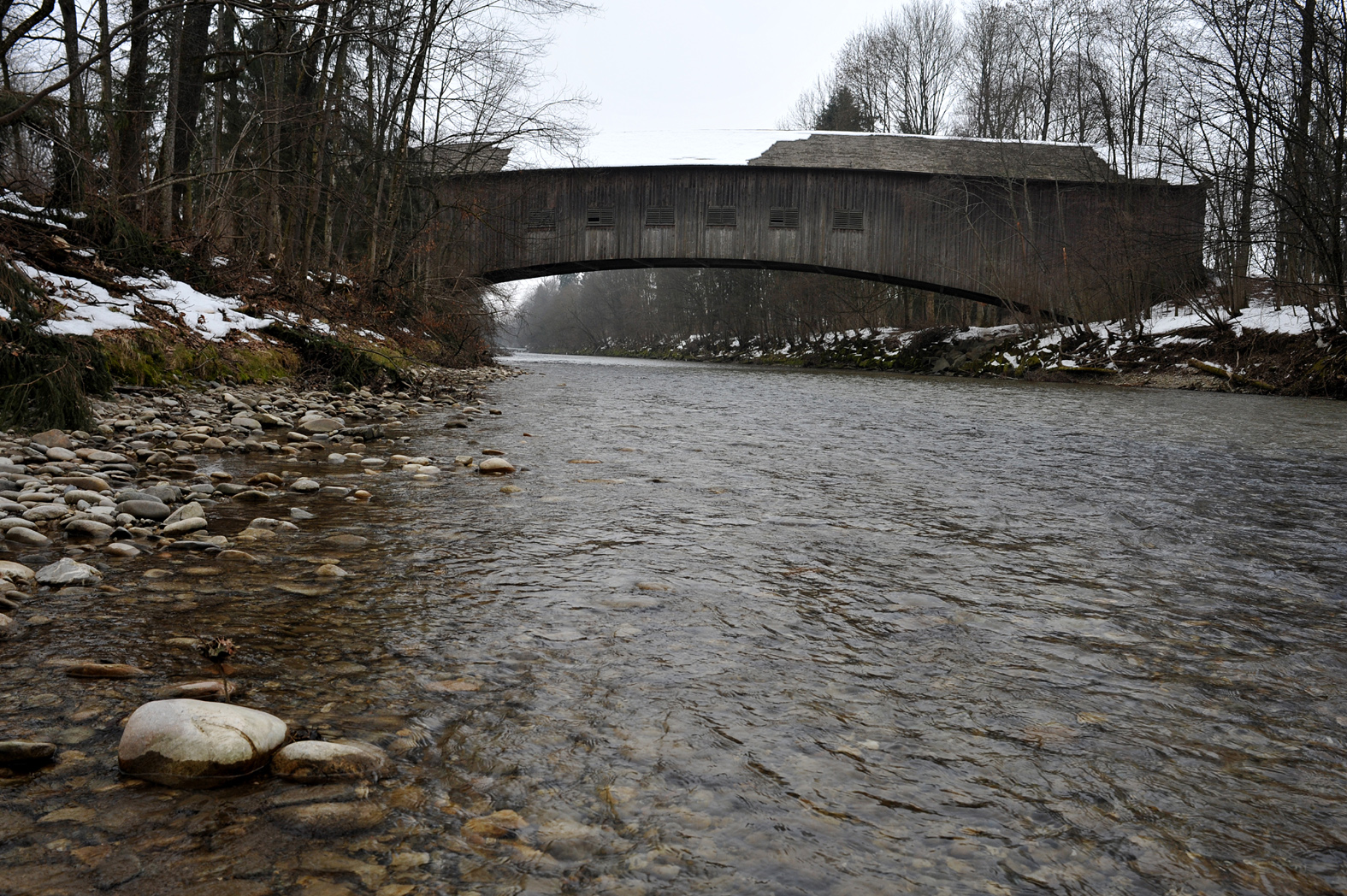
Alte, gedeckte Brücke

Den Namen Hasle-Rüegsau tragen die gemeinsame Post, der Bahnhof, die Sekundarschule und das Altersheim der beiden Gemeinden Rüegsau und Hasle bei Burgdorf im Schweizer Kanton Bern sowie einige dort ansässige Vereine. Einen Ort mit diesem Namen, obwohl auf vielen Landkarten eingezeichnet, gibt es nicht. Die beiden Gemeinden werden durch den Fluss Emme getrennt. Das gemeinsame Wahrzeichen ist die alte Holzbrücke, die mit 60,15 m Bogenspannweite die längste Holzbogenbrücke Europas ist.